# Stazione di Campello sul Clitunno
Stazione di Campello sul Clitunno vasútállomás Olaszországban, Campello sul Clitunno településen.

## Vasútvonalak
Az állomást az alábbi vasútvonalak érintik:
- Ancona–Orte -vasútvonal

## Kapcsolódó állomások
A vasútállomáshoz az alábbi állomások vannak a legközelebb:
- Stazione di San Giacomo di Spoleto
- Stazione di Trevi